# Kultura Vinča

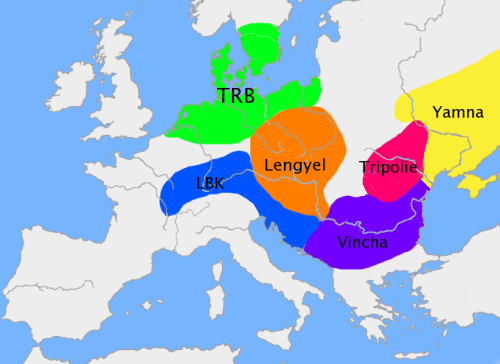
Poglądowa mapa głównych kultur schyłku 4. tysiąclecia p.n.e. Kultura Vinča zaznaczona barwą fioletową.

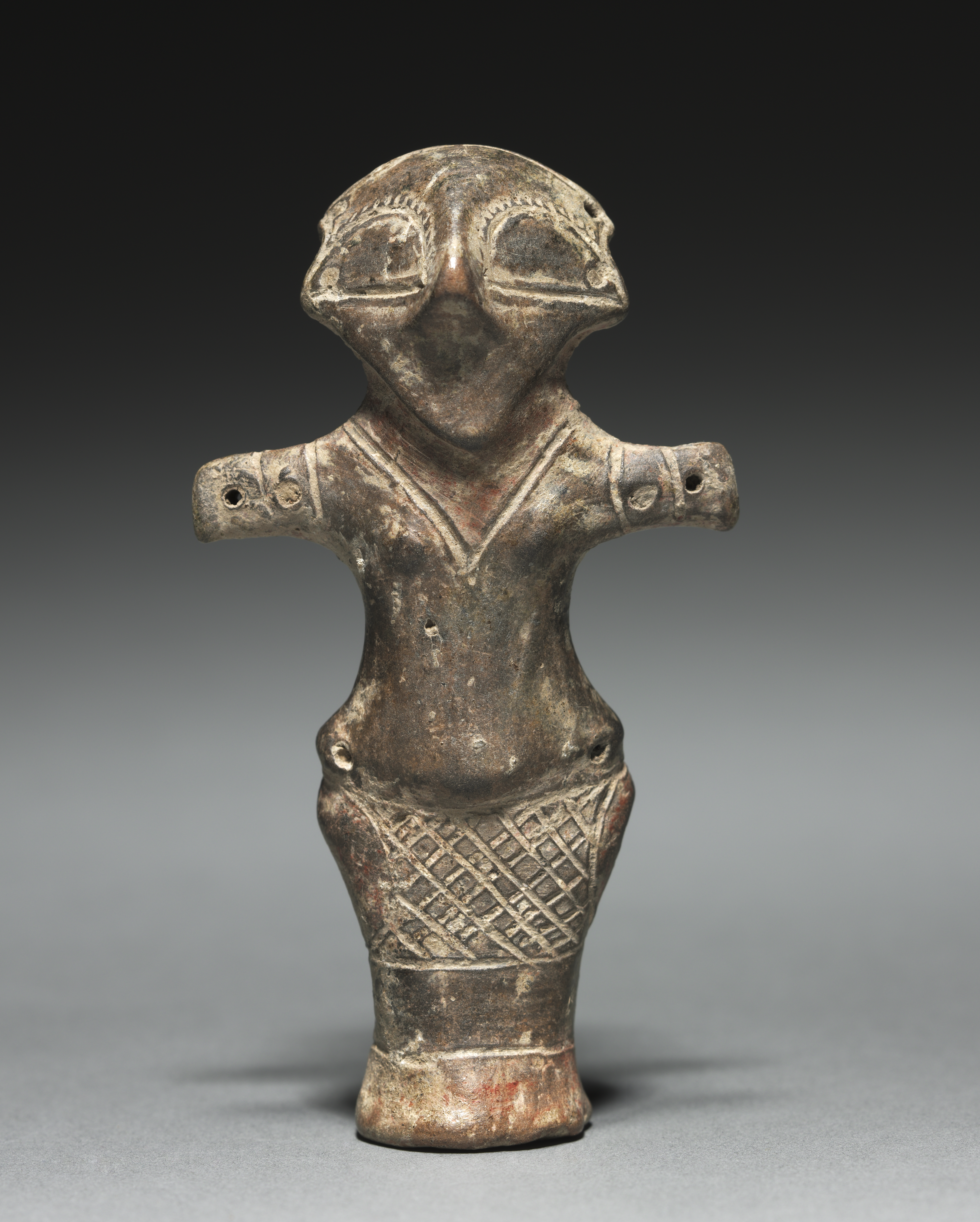
Posążek z Serbii – przykład sztuki kultury Vinča

Kultura Vinča – neolityczna kultura archeologiczna związana ze stanowiskiem eponimicznym w miejscowości Vinča na przedmieściach Belgradu.
Kultura Vinča rozwijała się w Europie południowo-wschodniej od ok. 5500 do ok. 4000 p.n.e. Wyróżniana jest faza starsza zwana Turdaș (Tordos) lub Vinča A i B, oraz młodsza – Pločnik lub Vinča C i D. Kultura Vinča powstała ponad starszą kulturą starczewską. Na jej bazie rozwinęła się kultura badeńska i inne pomniejsze kultury.
Zauważono, że wykazuje ona w przypadku figurek glinianych niezwykle silne podobieństwo do kultury Jōmon z Japonii (typ twarzy, pozy, układ rąk, kształt ciała, nosa i innych elementów), mimo iż obie kultury dzieli cała Eurazja. 

## Zasięg
Zespół zjawisk kulturowych utożsamianych z kulturą Vinča obejmował naddunajskie dorzecze w obszarach na północ od ujścia Maruszy po dorzecze górnej Morawy na południu oraz od linii rzek Drina – Dunaj, na zachodzie po Transylwanię na wschodzie. W mniejszym nasileniu sięgała terenów Centralnej Europy i Azji Mniejszej.

## Odkrycie

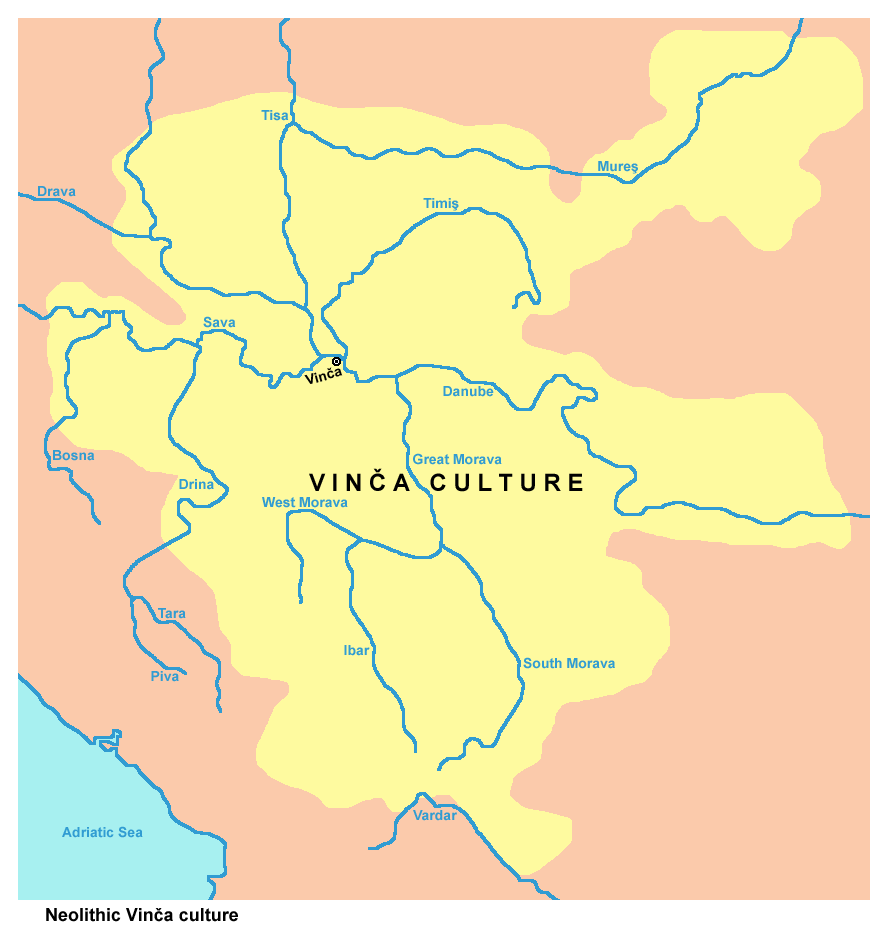

Pierwsze stanowisko tej kultury odkrył w 1908 r. serbski archeolog Miloje Vasić w naddunajskiej miejscowości Vinča, 16 km na wschód od Belgradu. Wykopaliska były odwiedzane przez: Veselina Čajkanovicia, Charlesa Hyde’a, J.L. Myresa, W.A. Hurtleya, Bogdana Popovicia i Gordona Childe’a.

## Charakterystyka
Ceramika kultury Vinča reprezentowana jest przez naczynia ostro profilowane o szarej bądź czarnej barwie uzyskiwanej poprzez wypalanie naczyń w atmosferze redukcyjnej. Inwentarz kamienny stanowią różnego rodzaju odłupki i wióry.
Domy budowano skośnie do północy wzdłuż krzyżowych ulic. Były nieduże, czworokątne ze ścianami wykonanymi z plecionki pokrytej warstwą gliny. Słupy wewnątrz budynków wspierały dwuspadowy dach. Wewnątrz znajdował się piec lub palenisko.
Na stanowiskach tej kultury poświadczona jest obecność glinianych statuetek kobiecych w pozycji siedzącej i stojącej. Z czasem twarz, a szczególnie oczy były modelowane coraz staranniej, natomiast sylwetka stawała się coraz bardziej schematyczna. Odkopano tysiąc statuetek, niektóre pomalowane. Ołtarzyki na trzech lub czterech nogach świadczą o kulcie.
Rozwijała się metalurgia, w tym najstarsze zachowane piece hutnicze na świecie.
Zajmowano się głównie uprawą pszenicy, jęczmienia, soczewicy oraz grochu. Poświadczona jest także hodowla kóz, świń, psów, przeważała jednak hodowla bydła. Nadwyżki zbiorów, wymieniano na sól, obsydian i rzadziej za ozdobne muszelki Spondylidae.
120-hektarowe muzeum w Pločniku obejmuje osadę, która rozwijała się od 5500 r. p.n.e. do pożaru w 4700 r. p.n.e., po czym mieszkańcy ją opuścili, o czym świadczy brak zwęglonych zwłok w pogorzelisku. Odkrycie warsztatu metalurgicznego w Pločniku przesunęło początek europejskiej epoki miedzi o 500 lat wstecz. Inne osady: Divostin, Potporanj, Selevac, Predionica Liobcova i Ujvar.
Dostrzeżono podobieństwo figurek glinianych do znanych z japońskiej kultury Jōmon (typ twarzy, pozy, układ rąk, kształt ciała, nosa). 

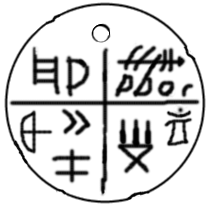
Rysunek amuletu glinianego z Tărtăria (Rumunia) datowany na około 4500 lat przed Chrystusem

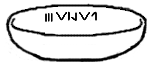
Rysunek naczynia glinianego ze znakami

## Symbole
Szereg znalezisk archeologicznych ze sfery kultury Vinča zawiera znaki lub symbole, określane też czasem jako „pismo kultury Vinča-Turdaș”, „pismo staroeuropejskie”, lub nawet „alfabet staroeuropejski”. Liczba inskrypcji i znaków oraz ich kontekst nie pozwoliły na użyteczną analizę. Przyjmuje się powszechnie, że nie jest to prawdziwe pismo, ale raczej protopismo, podobnie jak symbole z Jiahu w Chinach czy tabliczka z Dispilio w Grecji. Gdyby było to jednak pismo, byłby ono najstarszym (za najstarsze powszechnie przyjmuje się sumeryjskie pismo klinowe z ok. 3000 r. p.n.e.).